# سعفان الصغير
سعفان الصغير (مواليد 1 يناير 1969)، لاعب كرة قدم مصري معتزل، كان أحد حراس المرمى في النادي الإسماعيلي، ومدرب حراس مرمى لفترة طويلة. و حاليا يشغل مدرب حراس مرمى للمنتخب المصري 2024. 

## مسيرته الرياضية
خريج قطاع الناشئين بالنادي الاسماعيلي، انضم للقطاع عام 79-80 (10 سنوات) .لعب أول مباراة ضد نادي غزل المحلة في المحلة عام 1985 وعمره 16 عام وكانت تلك المباراة هي الانطلاقة الحقيقية له حيث تصدى فيها لركلة جزاء من صابر هاشم لاعب نادي غزل المحلة.
لعب خلال مسيرته مع النادي الاسماعيلي 257 مباراة منهم 185 مباراة في الدوري العام و 72 مباراة في البطولات الأفريقية والعربية. كما شارك في 8 مباريات بقميص منتخب مصر.

## الاعتزال
اعتزل في موسم 99-2000 بعد مسيرة امتدت حوالي خمسة عشر عامًا في الفريق الأول حقق فيهم بطولة دوري وبطولة كأس مصر. وبعد الاعتزال اتجه إلى تدريب حراس المرمى، فكانت البداية مع القادسية الكويتي موسم 2005-2006 ثم تدريب حراس مرمى النادي الاسماعيلي منذ عام 2011 حتى 2014، ورحل سعفان إلى السعودية لتدريب حراس نادي اتحاد جدة السعودي موسم 2014-2015 قبل أن يعود مجددًا لإستكمال مسيرته مع الدراويش حتى اليوم.

## استشهادات
1. ↑  "سعفان الصغير: نحتاج 6 أسابيع لاستعادة اللياقة البدنية للاعبين". الوطن سبورت. 3 مايو 2020. مؤرشف من الأصل في 2020-05-29. اطلع عليه بتاريخ 2020-05-29.